# Ropalidia taiwana
Ropalidia taiwana är en getingart som beskrevs av Jinhaku Sonan 1935. Ropalidia taiwana ingår i släktet Ropalidia och familjen getingar. Utöver nominatformen finns också underarten R. t. birmanica.